# Fondue bourguignonne

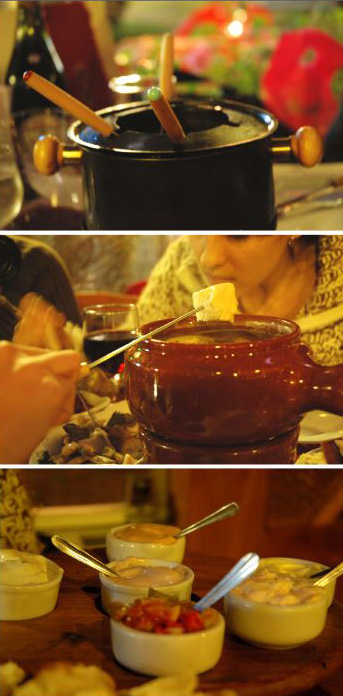
Fondue bourguignonne

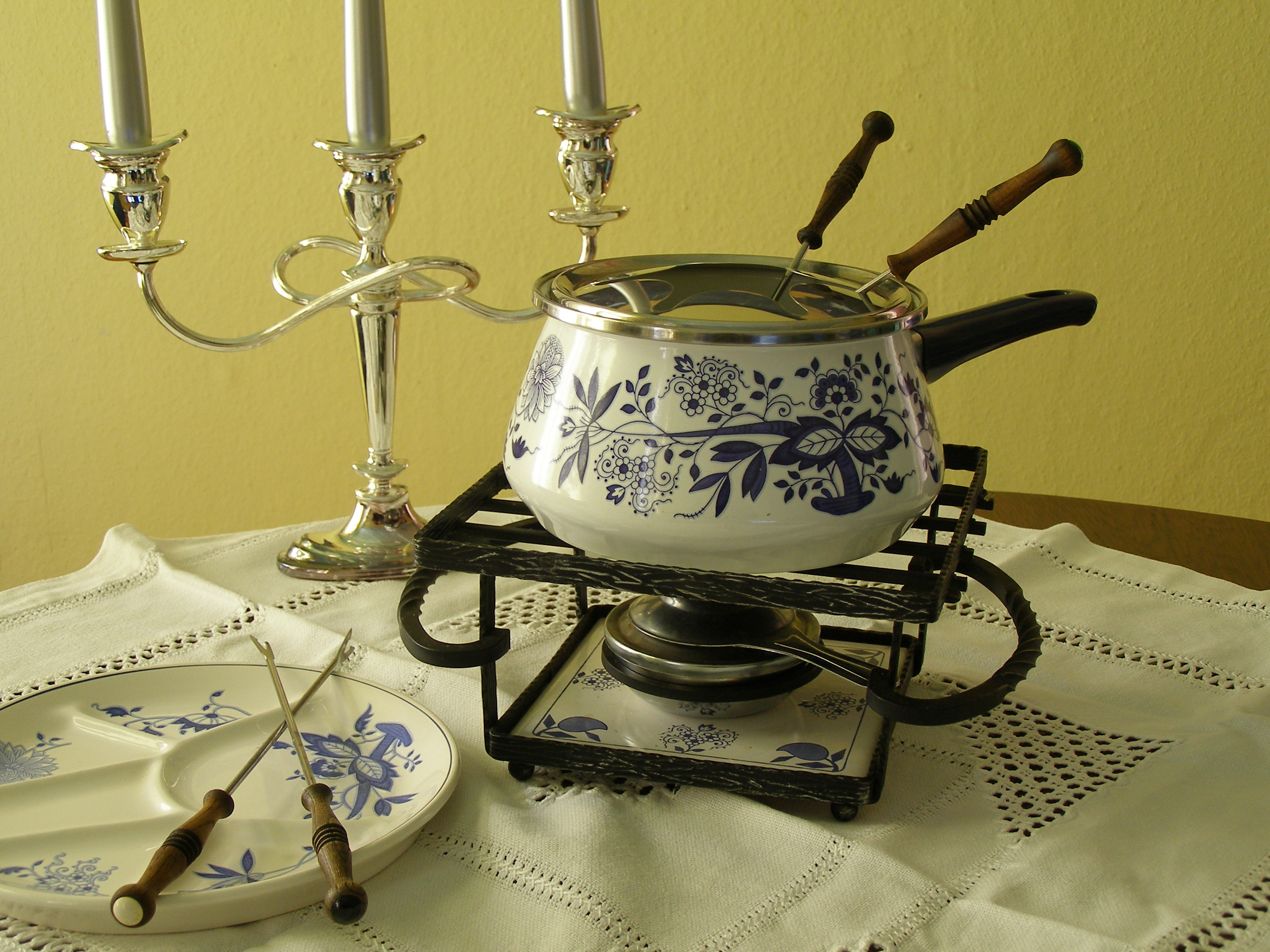
Pentola da fonduta con il piatto a scomparti e le apposite forchette

La fondue bourguignonne (tradotto dal francese fonduta borgognona), conosciuta anche solo come bourguignonne, è una specialità originaria della Svizzera (anche se l'etimologia del termine lascerebbe pensare ad un'origine francese), che consiste nel cuocere dei piccoli pezzi di carne (di solito manzo ma anche vitello, pollo o maiale) in olio vegetale bollente, accompagnati da varie salse di condimento.
Per questa preparazione viene utilizzata una pentola apposita, riscaldata da un fornelletto ad alcool o da un lumino, simile al caquelon da fonduta.
Ogni commensale, che ha a disposizione un piatto con scomparti in cui mettere le salse e una forchetta da fonduta a manico lungo, si prepara da sé la pietanza. Un boccone di carne viene infilzato con la forchetta; introdotto nella pentola, il tempo di immersione e quindi di cottura è breve ma viene scelto dal commensale a suo gusto per ottenere la carne al sangue o ben cotta; estratto dalla pentola il boccone viene immerso in una delle salse a disposizione.

## Labourguignonnein Piemonte
Fatta salva l'origine svizzera del piatto, essendo da tempo ormai molto diffusa anche in Valle d'Aosta e Piemonte, specie nelle province di Torino e Cuneo, la bourguignonne dai piemontesi è considerata ormai quasi come un piatto locale; caratteristiche peculiari sono l'uso dell'olio di oliva (anziché olio di semi come nella ricetta originale), la presenza anche della salsiccia e del pollo oltre a manzo e maiale, e delle immancabili salse utilizzate anche per il bollito misto, ovvero bagnet verd e bagnet ross.